# 柱六 (毕宿)
柱六，即御夫座τ（τ Aur, τ Aurigae）是一个位于御夫座的三合星系统，距离地球约213光年。
柱六的主星柱六A是一颗黄色G-型巨星，视星等为+4.51。它拥有两颗12等的伴星，柱六B和柱六C，分别距离主星39.4和49.6角秒。
柱六的伴星资料如下：